# Comitatul Wudi
Comitatul Wudi (în chineză simplificată: 无棣县; chineză tradițională: 無棣縣; pinyin: Wúdì Xiàn) este un comitat din nord-vestul provinciei Shandong, Republica Populară Chineză. Se învecinează cu provincia Hebei la nord-vest și cu Marea Bohai la nord. Este cea mai nordică diviziune la nivel de comitat a orașului prefectoral Binzhou⁠(d).
Populația sa în 2020 era de 465.837 de locuitori.

## Diviziuni administrative
În 2012, acest comitat este împărțit în 2 subdistricte, 8 orașe și 2 municipalități.
Subdistricte
- Subdistrictul Difeng (棣丰街道)
- Subdistrictul Haifeng (海丰街道)

Orașe
| - Shuiwan (水湾镇) - Jieshishan (碣石山镇) - Xiaobotou (小泊头镇) - Chengkou (埕口镇) | - Mashanzi (马山子镇) - Chewang (车王镇) - Liubao (柳堡镇) - Shejia (佘家镇) |

Municipalități
- Municipiul Xinyang (信阳乡)
- Municipiul Xixiaowang (西小王乡)

## Clima
| Date climatice pentru Wudi (1991–2020 normals, extremes 1981–2010) | Date climatice pentru Wudi (1991–2020 normals, extremes 1981–2010) | Date climatice pentru Wudi (1991–2020 normals, extremes 1981–2010) | Date climatice pentru Wudi (1991–2020 normals, extremes 1981–2010) | Date climatice pentru Wudi (1991–2020 normals, extremes 1981–2010) | Date climatice pentru Wudi (1991–2020 normals, extremes 1981–2010) | Date climatice pentru Wudi (1991–2020 normals, extremes 1981–2010) | Date climatice pentru Wudi (1991–2020 normals, extremes 1981–2010) | Date climatice pentru Wudi (1991–2020 normals, extremes 1981–2010) | Date climatice pentru Wudi (1991–2020 normals, extremes 1981–2010) | Date climatice pentru Wudi (1991–2020 normals, extremes 1981–2010) | Date climatice pentru Wudi (1991–2020 normals, extremes 1981–2010) | Date climatice pentru Wudi (1991–2020 normals, extremes 1981–2010) | Date climatice pentru Wudi (1991–2020 normals, extremes 1981–2010) |
| Luna                                                               | Ian                                                                | Feb                                                                | Mar                                                                | Apr                                                                | Mai                                                                | Iun                                                                | Iul                                                                | Aug                                                                | Sep                                                                | Oct                                                                | Nov                                                                | Dec                                                                | Anual                                                              |
| ------------------------------------------------------------------ | ------------------------------------------------------------------ | ------------------------------------------------------------------ | ------------------------------------------------------------------ | ------------------------------------------------------------------ | ------------------------------------------------------------------ | ------------------------------------------------------------------ | ------------------------------------------------------------------ | ------------------------------------------------------------------ | ------------------------------------------------------------------ | ------------------------------------------------------------------ | ------------------------------------------------------------------ | ------------------------------------------------------------------ | ------------------------------------------------------------------ |
| Maxima medie °C (°F)                                               | 2.9 (37,2)                                                         | 6.7 (44,1)                                                         | 13.5 (56,3)                                                        | 20.7 (69,3)                                                        | 26.6 (79,9)                                                        | 31.1 (88)                                                          | 31.9 (89,4)                                                        | 30.3 (86,5)                                                        | 26.9 (80,4)                                                        | 20.6 (69,1)                                                        | 11.8 (53,2)                                                        | 4.6 (40,3)                                                         | 18,97 (66,14)                                                      |
| Media zilnică °C (°F)                                              | −2.5 (27,5)                                                        | 0.8 (33,4)                                                         | 7.3 (45,1)                                                         | 14.4 (57,9)                                                        | 20.6 (69,1)                                                        | 25.2 (77,4)                                                        | 27.2 (81)                                                          | 25.9 (78,6)                                                        | 21.4 (70,5)                                                        | 14.6 (58,3)                                                        | 6.4 (43,5)                                                         | −0.4 (31,3)                                                        | 13,41 (56,13)                                                      |
| Minima medie °C (°F)                                               | −6.6 (20,1)                                                        | −3.7 (25,3)                                                        | 2.1 (35,8)                                                         | 8.8 (47,8)                                                         | 14.9 (58,8)                                                        | 19.8 (67,6)                                                        | 23.1 (73,6)                                                        | 22.1 (71,8)                                                        | 16.8 (62,2)                                                        | 9.8 (49,6)                                                         | 2.1 (35,8)                                                         | −4.2 (24,4)                                                        | 8,75 (47,75)                                                       |
| Minima istorică °C (°F)                                            | −22.2 (−8.0)                                                       | −16.4 (2,5)                                                        | −10.5 (13,1)                                                       | −3.2 (26,2)                                                        | 1.6 (34,9)                                                         | 10.3 (50,5)                                                        | 16.0 (60,8)                                                        | 13.3 (55,9)                                                        | 4.3 (39,7)                                                         | −3.6 (25,5)                                                        | −13.6 (7,5)                                                        | −19.8 (−3.6)                                                       | −22,2 (−8,0)                                                       |
| Precipitații mm (inches)                                           | 3.3 (0.13)                                                         | 7.6 (0.299)                                                        | 8.3 (0.327)                                                        | 26.0 (1.024)                                                       | 44.0 (1.732)                                                       | 79.5 (3.13)                                                        | 175.6 (6.913)                                                      | 151.8 (5.976)                                                      | 37.8 (1.488)                                                       | 28.4 (1.118)                                                       | 17.8 (0.701)                                                       | 3.8 (0.15)                                                         | 583,9 (22,988)                                                     |
| Umiditate [%]                                                      | 60                                                                 | 57                                                                 | 52                                                                 | 55                                                                 | 58                                                                 | 62                                                                 | 75                                                                 | 79                                                                 | 71                                                                 | 65                                                                 | 64                                                                 | 62                                                                 | 63,3                                                               |
| Nr. de zile cu precipitații (≥ 0.1 mm)                             | 1.9                                                                | 2.4                                                                | 2.7                                                                | 5.1                                                                | 5.4                                                                | 7.7                                                                | 11.7                                                               | 9.8                                                                | 6.0                                                                | 4.9                                                                | 3.6                                                                | 2.5                                                                | 63,7                                                               |
| Nr. mediu de zile cu ninsoare                                      | 2.8                                                                | 2.4                                                                | 1.0                                                                | 0.2                                                                | 0                                                                  | 0                                                                  | 0                                                                  | 0                                                                  | 0                                                                  | 0                                                                  | 0.9                                                                | 2.0                                                                | 9,3                                                                |
| Ore însorite                                                       | 176.6                                                              | 173.9                                                              | 225.8                                                              | 243.8                                                              | 274.0                                                              | 246.5                                                              | 207.5                                                              | 208.5                                                              | 212.8                                                              | 203.5                                                              | 170.3                                                              | 166.4                                                              | 2.509,6                                                            |
| Sursă: Administrația Meteorologică din China                       |                                                                    |                                                                    |                                                                    |                                                                    |                                                                    |                                                                    |                                                                    |                                                                    |                                                                    |                                                                    |                                                                    |                                                                    |                                                                    |